# Philotrypesis erythraea
Philotrypesis erythraea är en stekelart som beskrevs av Grandi 1921. Philotrypesis erythraea ingår i släktet Philotrypesis och familjen fikonsteklar.
Artens utbredningsområde är Eritrea. Inga underarter finns listade i Catalogue of Life.